# Long Cold Winter
Long Cold Winter è il secondo album in studio del gruppo musicale statunitense Cinderella, pubblicato il 21 maggio 1988 dalla Mercury Records.

## Storia
Due anni dopo il folgorante esordio della band, venne pubblicato il secondo album Long Cold Winter, in cui emerge chiaramente la personalità blues dei Cinderella. Il disco confermò le vendite del lavoro precedente, venendo certificato tre volte disco di platino dalla RIAA. Aprì inoltre alla band le porte del mercato europeo, arrivando fino al settimo posto della classifica svizzera e al trentesimo di quella britannica. Divenne quindi l'album di maggior successo commerciale dei Cinderella, come confermato da un tour mondiale omonimo di ben 254 spettacoli tra il 1988 e il 1989.
Musicalmente, si tratta di un disco di transizione tra i toni pop metal di Night Songs e il blues rock dei due lavori successivi. Il cantante Tom Keifer, autore di tutti i brani, ha citato infatti tra le sue principali influenze Muddy Waters, B.B. King e Steve Marriott degli Humble Pie.
L'album venne accompagnato da quattro singoli, tutti entrati in classifica negli Stati Uniti. Don't Know What You Got (Till It's Gone), che è anche il brano più famoso del gruppo, raggiunse la posizione numero 12 della Billboard Hot 100, Coming Home la numero 20, The Last Mile la numero 36, e Gypsy Road la numero 51, quest'ultima a un anno di distanza dalla sua pubblicazione.

## Tracce
Tutte le canzoni sono state composte da Tom Keifer, ad eccezione di If You Don't Like It composta da Tom Keifer ed Eric Brittingham.
1. Bad Seamstress Blues / Fallin' Apart at the Seams – 5:20
2. Gypsy Road – 3:56
3. Don't Know What You Got (Till It's Gone) – 5:54
4. The Last Mile – 3:52
5. Second Wind – 3:59
6. Long Cold Winter – 5:24
7. If You Don't Like It – 4:11
8. Coming Home – 4:57
9. Fire and Ice – 3:22
10. Take Me Back – 3:18

## Formazione
- Tom Keifer – voce, chitarra elettrica, chitarra acustica, armonica
- Jeff LaBar – chitarra (chitarra solista in Falling Apart at the Seams e Coming Home)
- Eric Brittingham – basso, cori
- Fred Coury – batteria (solo accreditato)

### Altri musicisti
- Jay Levin – steel guitar
- Cozy Powell – Batteria (tranne traccia 5)
- Denny Carmassi – Batteria (traccia 5)
- Rick Criniti – pianoforte, sintetizzatori, organo hammond
- Kurt Shore, John Webster – tastiere
- Paulinho Da Costa – percussioni

### Produzione
- Andy Johns, Tom Keifer, Eric Brittingham – produzione
- Thom Cadley, Ryan Dorn, Andy Johns – ingegneria del suono
- Steve Thompson, Michael Barbiero, George Cowan – missaggio

## Classifiche

### Classifiche settimanali
| Classifica (1988) | Posizione massima |
| ----------------- | ----------------- |
| Australia         | 32                |
| Canada            | 24                |
| Finlandia         | 15                |
| Germania          | 24                |
| Giappone          | 19                |
| Norvegia          | 13                |
| Regno Unito       | 30                |
| Stati Uniti       | 10                |
| Svezia            | 38                |
| Svizzera          | 7                 |

### Classifiche di fine anno
| Classifica (1988) | Posizione |
| ----------------- | --------- |
| Stati Uniti       | 54        |
| Classifica (1989) | Posizione |
| Stati Uniti       | 27        |